# Frederick Webb Hodge
Frederick Webb Hodge (28. listopada 1864. – 29. rujna 1956.), američki antropolog, povjesničar i arheolog, rođen u Plymouthu u Engleskoj. Već sa sedam godina sa svojim roditeljima, ocem Edwinom i majkom Emily odlazi u Washington, D. C., u SAD, gdje pohađa Cambridge College na sveučilištu George Washington University.
Tijekom svoje karijere na raznim je dužnostima, a među ostalima radi za institut Smithsonian (1901). Od 1886. pa do 1889. nalazi se na američkom Jugozapadu među Indijancima Arizone i Novog Meksika gdje kao direktor za istraživanja na Hawikuhu iskapa na tisuće artefakata od keramike, kostiju, drveta, tekstila, školjaka i litičkog materijala iz oko 370 soba i grobnih nalazišta.
Od 1932. do 1935. direktor je Jugozapadnog muzeja (Southwest Museum) U Los Angelesu, a odonda dobiva titulu direktora emeritusa. Umro je u dobi od 91 godine.. Napiao je priručnik o Sjvernoameričkim Indijancima.